# La Montalbana
La Montalbana és una pedania o nucli pertanyent a la població d'Ares del Maestrat a la comarca de l'Alt Maestrat (País Valencià). L'any 2008 tenia 29 habitants. Està situat a uns 11 km del poble i a cavall del Coll d'Ares a la vora de la carretera CV-15, just on s'uneix el Barranc de Gasulla i la Rambla Carbonera.
La Montalbana té pintures prehistòriques que foren declarades Patrimoni de la Humanitat per la UNESCO, junt amb la resta d'art rupestre llevantí. La Cova Remígia i altres abrics del Barranc de Gassulla que conserven en les seves parets pintures rupestres poden visitar-se acompanyats d'un guia amb qui s'organitzen les visites.
Les pintures del barranc de Gassulla inclouen escenes de caça que representen homes amb arcs, cabres hispàniques, bous salvatges, porcs senglars, entre d'altres.